# كابروني كا.1 (1914)
كابروني كا.1 (بالإنجليزية: Caproni Ca.1)‏ هي طائرةٌ إيطاليَّة، صنعتها شركة كابروني للطائرات، وكان أول تحليقٍ لها في 1914.